# Liste der 999 Frauen des Heritage Floor/Hrotsvit
Diese Liste beschreibt das Gedeck für Hrotsvit auf dem Tisch der Kunstinstallation The Dinner Party von Judy Chicago. Sie ist Teil der Liste der 999 Frauen des Heritage Floor, die den jeweiligen Gedecken auf dem Tisch zugeordnet sind. Die Namen der 999 Frauen befinden sich auf den Kacheln des Heritage Floor, der unterhalb des Tisches angeordnet, zur Kunstinstallation gehört.

## Beschreibung
Die Installation besteht aus einem dreiseitigen Tisch, an dem jeweils 13 historische oder mythologische Persönlichkeiten, somit insgesamt 39 Personen, von der Urgeschichte bis zur Frauenrechtsbewegung Platz finden. Diesen Personen wurde am Tisch jeweils ein Gedeck bestehend aus einem individuell gestalteten Tischläufer, einem individuell gestalteten Teller sowie einem Kelch, Messer, Gabel, Löffel und einer Serviette zugeordnet. Die erste Seite des Tisches widmet sich der Urgeschichte bis zur Römischen Kaiserzeit, die zweite der Christianisierung bis zur Reformation und die dritte von der Amerikanischen Revolution bis zur Frauenbewegung. Jedem Gedeck auf dem Tisch sind weitere Persönlichkeiten zugeordnet, die auf den Fliesen des Heritage Floor, der den Raum unter dem Tisch und die Mitte des Raumes zwischen den Seite des Tisches einnimmt, einen Eintrag erhalten haben. Diese Liste erfasst die Persönlichkeiten, die dem Gedeck von Hrotsvit zugeordnet sind. Ihr Platz befindet sich an der zweiten Tischseite.

### Hinweise
Zusätzlich zu den Namen wie sie in der deutschen Transkription oder im wissenschaftlichen Sprachgebrauch benutzt werden, wird in der Liste die Schreibweise aufgeführt, die von Judy Chicago auf den Kacheln gewählt wurde.
Die Angaben zu den Frauen, die noch keinen Artikel in der deutschsprachigen Wikipedia haben, sind durch die unter Bemerkungen angeführten Einzelnachweise referenziert. Sollten einzelne Angaben in der Tabelle nicht über die Hauptartikel referenziert sein, so sind an der entsprechenden Stelle zusätzliche Einzelnachweise angegeben. Bei Abweichungen zwischen belegten Angaben in Wikipedia-Artikeln und den Beschreibungen des Kunstwerks auf der Seite des Brooklyn Museums wird darauf zusätzlich unter Bemerkungen hingewiesen.

### Gedeck für Hrotsvit

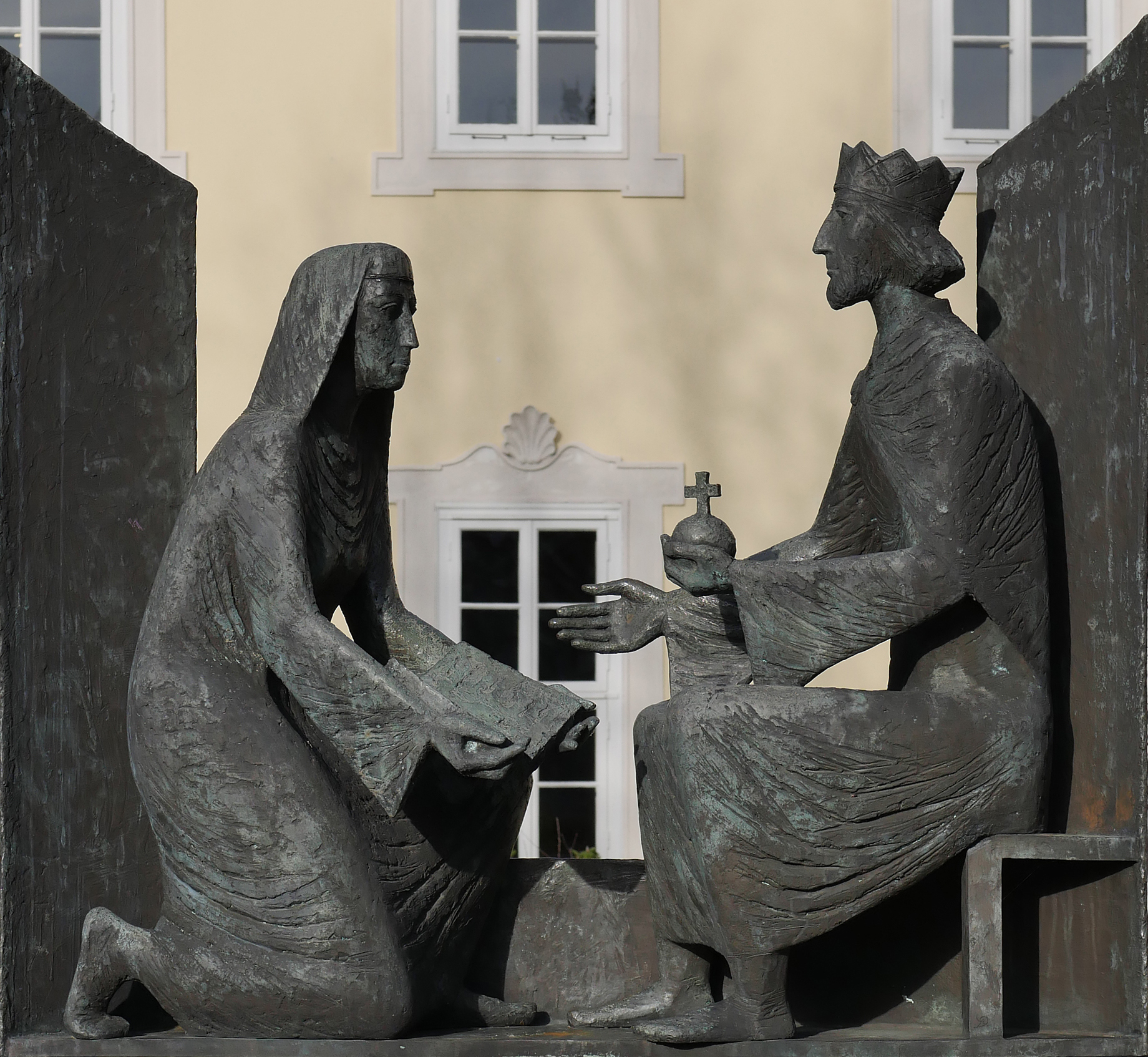
Denkmal für Hrotsvit in Bad Gandersheim, 1978, Hrotsvit überreicht Kaiser Otto dem Großen ihre Gesta Oddonis.

Hrotsvit, auch bekannt als Hrotsvit von Gandersheim, geboren um 935, war eine Kanonisse des Stiftes Gandersheim. Vermutlich noch jung, trat sie in das Stift Gandersheim ein. Sie wurde dort, wie sie berichtete, von Rikkardis und Gerberga, Tochter des Herzogs Heinrich von Bayern und Nichte Ottos des Großen, die ab 949 Äbtissin des Stiftes war, unterrichtet. Ihre Werke entstanden ungefähr zwischen 950 und 970. Ihre Bildung war sehr umfassend, auch die Kenntnis einiger antiker Schriftsteller gehörte dazu. Ihre Werke werden der „Ottonischen Renaissance“ zugerechnet.
Als Sanctimoniale und Autorin des Frühmittelalters gilt sie als erste deutsche Dichterin. Neben geistlichen Schriften verfasste sie historische Dichtungen und es entstanden die ersten Dramen seit der Antike. Zu ihren bekannten Werken gehört Gesta Ottonis (Gesta Oddonis; ‚Die Taten Ottos‘), ein in lateinischen Hexametern verfasstes Werk über Familiengeschichte und politisches Wirken Ottos des Großen, den sie sehr verehrte. Vermutlich verstarb sie nach 973.
Hrotsvit hat ihr Werk selbst in drei Bücher eingeteilt. Das Legendenbuch oder carmina (liber primus), entstanden in den 50er und 60er Jahren des 10. Jahrhunderts, ist ihrer Äbtissin Gerberga gewidmet, das Dramenbuch oder dramatica series (liber secundus), entstanden um 965, wollte eine christliche Alternative zu Terenz bieten und das dritte Buch umfasst zwei historische Schriften in leoninischen Hexametern: die Gesta Ottonis (Gesta Oddonis), eine Geschichte der Ottonen aus den Jahren 919 bis 965, und die Primordia coenobii Gandeshemensis, eine Geschichte des Stiftes Gandersheim aus den Jahren 846 bis 919.
Ihr Gedeck an der Dinner Tafel erzählt anhand von Bildern aus mittelalterlichen Abteien aus ihrem Leben. Der Teller wird durch eine stilisierte Kopfbedeckung und die Hände einer Nonne, die im Gebet gefaltet sind, illustriert. Es befindet sich in einem Relief, das auf Elfenbeinschnitzereien der ottonischen Dynastie verweist und soll auf die gesellschaftliche Herkunft und das religiöse Leben Hrotsvits hinweisen. Der Tischläufer nimmt das Thema auf und würdigt ihren Beitrag zur Literatur. Genäht wurde der Läufer in der Technik Opus Teutonicum. Auf der Vorderseite des Läufers befinden sich Kreise die Münzen ähneln, wie sie von Äbtissinnen hergestellt wurden, die oft auch ein Münzrecht besaßen. Abgebildet in den vier Kreisen sind Szenen der frühen deutschen Geschichte. Eine Haushaltsszene, einmal wird eine Geschichte erzählt, eine Prinzessin vom Stamm der Zimbern mit dem Kopf eines feindlichen Soldaten und eine Walküre. Die Initiale „H“ auf der Vorderseite wird durch ein Porträt von Hrotsvit mit Schreibfeder, als Würdigung ihrer Arbeit als Schriftstellerin, geziert. Auf der Rückseite des Läufers befinden sich drei gestickte Szenen aus dem Leben von Hrotsvit. Sie stellen gleichzeitig die Aktivitäten mittelalterlicher Nonnen dar. Die erste zeigt sie beim Betreten einer Abtei, in der zwei Nonnen singen. Es wird dargestellt, welche Art Bildung Frauen in den Klöstern erhalten haben. Das zweite Bild zeigt Hrotsvit als Schriftstellerin, während ihre Äbtissin zuschaut und im dritten Bild schläft sie an ihrem Schreibtisch und träumt von einem Besuch eines königlichen Boten, der ihr ein Relikt zur Anerkennung ihrer literarischen Arbeit überreichen würde.
| Name                                | Schreibweise auf der Kachel | Geburtsdatum      | kulturräumliche Zuordnung                | Bemerkungen | Bild |
| ----------------------------------- | --------------------------- | ----------------- | ---------------------------------------- | --- | --- |
| Æbbe                                | Ebba                        | 9. Jh.            | Schottland                               | Äbtissin von Coldingham Priory im Südosten von Schottland. Um mit ihren Nonnen der Vergewaltigung bei einem Überfall zu entgehen, schnitten sich die Frauen Nase und Oberlippe ab. | |
| Æthelburg                           | Ethelberga                  | 605               | Northumbria                              | Ihre Ehe mit Edwin löste die Anfangsphase der Bekehrung des heidnischen Nordens von England zum Christentum aus. | |
| Æthelwynn                           | Ethylwyn                    | 10. Jh.           | England                                  | Eine Adelige aus dem zehnten Jahrhundert, bekannt für ihre Stickarbeiten und ihre Begegnung mit Saint Dunstan. | |
| Agnes II. von Meißen                | Agnes                       | vor 1145          | Ostfrankenreich, Stift Quedlinburg       | Äbtissin des Frauenstifts Quedlinburg, bekannt für seine feine Handarbeiten und Webereien sowie handschriftlichen Illustrationen. Agnes förderte das künstlerische Schaffen und unterstützte eine Kunstindustrie mit den Arbeiten ihrer Stiftsdamen. | |
| ʿĀ'ischa bint Ahmad al-Qurtubiyya   | Aisha                       | 10. Jh.           | Kalifat von Córdoba                      | Spanische Dichterin, die ihre Arbeit in der Königlichen Akademie von Córdoba präsentierte. | |
| Athanasia von Ägina                 | Athanarsa                   | etwa 790          | Byzantinisches Reich                     | Heilige, bekannt für ihre wundersame Heilung der Kranken und der als Besessenen Gesehenen. Sie war eine Zeitlang Beraterin der Kaiserin Theodora II. | |
| Baudonivia                          | Baudonivia                  | 7. Jh.            | Fränkisches Reich                        | Nonne der Abtei vom Heiligen Kreuz und Gelehrte, die um 612 die Lebensgeschichte von Radegundis schrieb. | |
| Begga                               | Begga                       | um 620            | Fränkisches Reich                        | Heilige von Austrasien, Andenne, Herstal, Landen, Brabant und Metz, gründete 690/691 das Kloster Andenne an der Maas zwischen Namur und Lüttich. | Datei:Peter Paul Rubens, Kunsthistorisches Museum Wien, Gemäldegalerie - Ansegisus und Hl. Bega - GG 521 - Kunsthistorisches Museum.jpg |
| Bertha                              | Bertha of France            | 775               | Fränkisches Reich                        | Tochter Karls des Großen und Hildegard aus Schwaben, wurde nach dem Tod ihres Vaters 814 von ihrem Bruder, Kaiser Ludwig dem Frommen, wegen ihrer Lebensweise des Hofes verwiesen. | |
| Berthild von Chelles                | Bertille                    | unbekannt; † 692  | Fränkisches Reich                        | Erste Äbtissin der Abtei Chelles ab 658 oder 660. Zu ihrer Zeit als Äbtissin lebten mehrere Königinnen, darunter die Gründerin Königin Bathilde, im Kloster. | |
| Bathilde                            | Berthildis                  | um 630            | Fränkisches Reich                        | Ehefrau des fränkischen Merowingerkönigs Chlodwig II. von Neustrien | |
| Bertrada die Jüngere                | Bertha                      | um 725            | Fränkisches Reich                        | Sie wurde 741 die Frau des fränkischen Königs Pippins des Jüngeren († 768), um 747 die Mutter Karls des Großen. | |
| Claricia                            | Claricia                    | 13. Jh.           | Heiliges Römisches Reich, Süddeutschland | Buchmalerin des 13. Jahrhunderts. | |
| Dame Carcas                         | Carcas                      | N/A               | Fränkisches Reich                        | Legendäre Sarazenenprinzessin, die die Armee von Carcas anführte und die Stadt rettete, indem sie die Truppen Karls des Großen in Carcas im Glauben täuschte, die Belagerung der Stadt hätte auf die Versorgungslage keine Wirkung gehabt. | |
| Dhuoda                              | Dhuoda                      | um 802            | Fränkisches Reich                        | Auf Geheiß ihres Mannes Bernhard von Septimanien, der meist in Aachen am karolingischen Hof weilte, residierte sie in Uzès, wo sie die Besitzungen Bernhards in dessen Namen verwaltete und die militärischen Aktionen ihres Mannes finanzierte. Sie schrieb für ihren Sohn Wilhelm ein Handbuch, das liber manualis. | |
| Diemut von Wessobrunn               | Diemud                      | um 1060           | Herzogtum Bayern                         | Geweihte Jungfrau, Reklusin und Buchillustratorin. | |
| Eadburh                             | Eadburga                    | 8. Jh.            | Königreich Wessex                        | Königin des angelsächsischen Königreichs Wessex mit Ruf als „böse Königin“. | |
| Eanswitha                           | Eanswith                    | um 614            | England                                  | Angelsächsische Prinzessin. Im Jahr 630 gründete Eanswith das Benediktiner Folkestone Priorat, das erste Nonnenkloster in England. | |
| Elsbeth Stagel                      | Elizabeth Stagel            | um 1300           | Winterthur                               | Nonne und später Priorin des Dominikanerinnenklosters Töss. | |
| Ende                                | Ende                        | N/A               | Königreich León                          | Manuskriptilluminatorin, die an einer Handschriftengruppe aus dem 10. Jahrhundert arbeitete, von der es 24 bekannte Kopien mit Illustrationen gibt. Diese Manuskripte enthalten den Kommentar des spanischen Mönchs Beatus von Liébana aus dem Jahre 786. Ihre Unterschrift erscheint im Beatus, der sich heute in der Kathedrale von Girona befindet, bekannt als Girona Beatus. | |
| Frau Ava                            | Frau Ava                    | um 1060           | Wachau                                   | Die erste namentlich bekannte deutschsprachige Dichterin. | |
| Gertrud von Nivelles                | Gertrude of Nivelles        | 626               | Fränkisches Reich, Kloster Nivelles      | Äbtissin des Augustinerinnen-Klosters Nivelles in Belgien, wird in der römisch-katholischen Kirche als Jungfrau und Heilige verehrt. | |
| Gisela, Äbtissin von Chelles        | Gisela                      | 757               | Fränkisches Reich                        | Gisela, Tochter von Pippin dem Jüngeren und Schwester von Karl dem Großen, war von 800 bis 810 Äbtissin der Abtei Chelles. | |
| Gisela von Kerssenbrock             | Gisela of Kerzenbroeck      | um 1250           | Fränkisches Reich, Kloster Rulle         | Zisterziensernonne im Kloster Rulle. Sie betätigte sich dort als Buchmalerin, Kalligrafin und Chormeisterin. | |
| Gormlaith ingen Murchada            | Gormlaith                   | 960               | Irland                                   | Gormlaith war die dritte der vier Frauen von Brian Boru. Nachdem dieser Gormlaith gefangen genommen hatte, suchte sie die Unterstützung durch die Dänen und es kam zur Schlacht von Clontarf, bei der Brian Boru starb und das Hochkönigtum von Brian Boru beendet wurde. Gormlaith überlebte die Schlacht und starb 16 Jahre später. | |
| Guda                                | Guda                        | 12. Jh.           | Heiliges Römisches Reich                 | Nonne und Illuminatorin des 12. Jahrhunderts. Sie signierte ihre Arbeit und fügte ein Selbstporträt ein. | |
| Herlindis                           | Hardlind                    | 7. Jh.            | Fränkisches Reich, Maaseik               | Heilige und benediktinische Äbtissin. Sie schuf mit ihrer Schwester Relindis von Maaseik ein illuminiertes Manuskript der christlichen Evangelien. | |
| Hilda von Whitby                    | Hilda of Whitby             | 614               | England                                  | Klostergründerin. Sie wird als Heilige verehrt. | |
| Hugeburc                            | Hygeburg                    | um 730 bis 740    | Fränkisches Reich                        | Nonne im Gefolge der heiligen Walburga. Sie verfasste die Viten des heiligen Willibald von Eichstätt und des heiligen Wunibald, aus deren Familie sie stammte. | |
| Johanna zu Lahde                    | Joanna                      | 13. Jh.           | Heiliges Römisches Reich, Kloster Lahde  | Priorin im Kloster Lahde, unter deren Leitung ein Bildteppich angefertigt wurde. | |
| Leela von Granada                   | Leela of Granada            | 13. Jh.           | Granada                                  | Maurische Gelehrte, Gelehrte, bekannt für ihre Gelehrsamkeit. Leela von Granada ist jedoch weiter nicht nachweisbar. Der Roman Edward Bulwer-Lyttons Leila oder Die Belagerung von Granada spielt dagegen im 15. Jahrhundert. | |
| Líadain                             | Liadain                     | 7. Jh.            | Irland                                   | Dichterin, die nach einer Erzählung aus dem 9. Jahrhundert im 7. Jahrhundert gelebt haben und eine unglückliche Romanze mit dem Dichter Cuirithir mac Doborchu gehabt haben soll. Bevor sie zueinander finden konnten, legte Liadain die Gelübde einer Nonne ab und Cuirithir wurde daraufhin zum Mönch. Sie versuchten eine Freundschaft aufzubauen, jedoch floh Cuirithir und Liadain starb an gebrochenem Herzen. Einige Gelehrte glauben, dass die Figuren Liadan und Cuirithir auf historischen Personen des siebten Jahrhunderts beruhen. | |
| Lioba von Tauberbischofsheim        | Lioba                       | um 700/710        | Königreich Wessex, Fränkisches Reich     | Missionarin und Benediktinerin, wird in der katholischen Kirche als Jungfrau und Heilige verehrt. | |
| Lubna von Córdoba                   | Libana                      | 2. Hälfte 10. Jh. | Andalusien                               | Intellektuelle, berühmt für ihre Grammatikkenntnisse und die Qualität ihrer Dichtung. | |
| Mabel von Bury St Edmunds           | Mabel                       | 13. Jh.           | Königreich England                       | Stickerin aus Bury St Edmunds von großem Können. | |
| Maryam bint Abī Yaʿqūb asch-Schilbī | Maria Alphaizuli            | 8. Jh.            | Andalusien                               | Dichterin aus Al-Andalus, einige Exemplare ihrer Arbeit überlebten in der Bibliothek des Real Sitio de San Lorenzo de El Escorial. | |
| Maryam bint Abī Yaʿqūb asch-Schilbī | Maryann                     | 8. Jh.            | Andalusien                               | Dichterin aus Al-Andalus, einige Exemplare ihrer Arbeit überlebten in der Bibliothek des Real Sitio de San Lorenzo de El Escorial | |
| Mathilde                            | Mathilda                    | um 955            | Fränkisches Reich, Quedlinburg           | Erste Äbtissin auf dem Stiftsberg in Quedlinburg. Sie wird, besonders im Bistum Magdeburg, als Selige verehrt. | |
| Relindis                            | Reinhild                    | 7. Jh.            | Fränkisches Reich, Maaseik               | Heilige und benediktinische Äbtissin. Sie schuf mit ihrer Schwester Herlindis von Maaseik ein illuminiertes Manuskript der christlichen Evangelien. | |
| Thoma                               | Thoma                       | 11. Jh.           | Kalifat von Córdoba                      | Rechtswissenschaftlerin und Autorin. | |
| Uallach ingen Muinecháin            | Lady Uallach                | unbekannt, † 934  | Irland                                   | Dichterin von der Dingle-Halbinsel im County Kerry. | |
| Wallada bint al-Mustakfi            | Valada                      | 1001              | Kalifat von Córdoba                      | Dichterin in Córdobas goldenem Zeitalter unter islamischer Herrschaft. Sie führte einen lebhaften literarischen Salon. Ein großes Erbe nach dem Tod ihres Vaters ermöglichte es ihr, unabhängig zu leben und viele der Konventionen zu missachten, die Frauen ihrer Zeit auferlegt wurden. Sie komponierte satirische, oft ätzende Verse, von denen ein großer Teil ihrem Geliebten, dem Dichter Ibn Zaydún, gewidmet war. | |

Einzelnachweise
1. ↑  Brooklyn Museum: Hrosvitha. In: brooklynmuseum.org. Abgerufen am 20. Oktober 2019.
2. ↑  Peter Clemoes, Michael Lapidge: Anglo-Saxon England:. Cambridge University Press, 1986, ISBN 978-0-521-33203-3, S. 89 (books.google.de).
3. ↑  Eugen Ewig: Das Formular von Rebais und die Bischofsprevilegien der Merowingerzeit. In: Hartmut Atsma (Hrsg.): Eugen Ewig, Spätantikes und fränkisches Gallien, Gesammelte Schriften (1952–1973). Band 2. Artemis, München 1979, ISBN 3-7608-4653-X, S. 472 f.
4. ↑  Vita Bertilae Abbatissae Calensis in Bruno Krusch, Wilhelm Levison (Hrsg.): Scriptores rerum Merovingicarum 6: Passiones vitaeque sanctorum aevi Merovingici (IV). Hannover 1913, S. 95–109 (Monumenta Germaniae Historica, Digitalisat).
5. ↑  Lemgo, Stift St. Marien, Gestickter Bildteppich mit der : Deutsche Inschriften Online. In: inschriften.net. Abgerufen am 20. Oktober 2019.
6. ↑  Judy Chicago: The Dinner Party: Restoring Women to History. The Monacelli Press, LLC, 2014, ISBN 978-1-58093-397-1 (books.google.de).
7. ↑  Brooklyn Museum: Leela of Granada. In: brooklynmuseum.org. Abgerufen am 8. März 2021.
8. ↑  Edward Bulwer-Lytton: Leila oder Die Belagerung von Granada. Stuttgart 1838, 1845; Lorch 1934.
9. ↑  Brooklyn Museum: Maria Alphaizuli. In: brooklynmuseum.org. Abgerufen am 20. Oktober 2019.
10. ↑  Brooklyn Museum: Maryann. In: brooklynmuseum.org. Abgerufen am 20. Oktober 2019.